# Harold Ramis
Pour les articles homonymes, voir Ramis.
Harold Ramis, né le 21 novembre 1944 à Chicago dans l'Illinois et mort le 24 février 2014 dans cette même ville, est un acteur, réalisateur, scénariste et producteur de cinéma américain.
Ses rôles les plus célèbres sont ceux d'Egon Spengler (en) dans SOS Fantômes (1984) et sa suite (1989), et de Russell Ziskey dans Les Bleus (1981), films qu'il a coécrits. En tant que réalisateur, il est connu pour les comédies Le Golf en folie (1980), Bonjour les vacances... (1983), Un jour sans fin (1993), Mafia Blues (1999) et Mafia Blues 2 (2002). Il est le scénariste en chef original de la série télévisée SCTV, dans laquelle il a également joué, ainsi que co-scénariste de Un jour sans fin et d'American College (1978). Le dernier film qu'il a écrit, produit, réalisé et dans lequel il a joué est L'An 1 : Des débuts difficiles (2009).
Ses films ont influencé les générations suivantes de comédiens, d'auteurs de comédie et d'acteurs, tels que Jay Roach, Jake Kasdan, Adam Sandler, Judd Apatow, et les frères Farrelly. Avec Danny Rubin, il a remporté le BAFTA du meilleur scénario original pour Un jour sans fin.

## Biographie

### Jeunesse
Harold Allen Ramis est né le 21 novembre 1944 à Chicago, dans l'Illinois.

### Parcours
Diplômé de littérature anglaise de l'université Washington de Saint-Louis, Harold Ramis commence pourtant dans la vie active comme infirmier dans une clinique psychiatrique, avant de devenir enseignant. À 25 ans, il rallie la troupe d'improvisation de Chicago, The Second City, qui fait un malheur sur petit écran. Très vite remarqué, Ramis devient interprète et auteur, notamment en écrivant les textes, en 1974, du National Lampoon Show, un spectacle loufoque qu'animent ses amis John Belushi et Gilda Radner.

### Carrière
En 1978, Ramis signe le scénario de American College, réalisé par John Landis et dans lequel joue John Belushi. Le film connaît un énorme triomphe et permet au jeune scénariste de percer à Hollywood. Après avoir écrit le scénario d'Arrête de ramer, t'es sur le sable (1979), qui révèle au grand public Bill Murray dans le monde du cinéma, il signe sa première réalisation, Le Golf en folie, en 1980, comédie avec Bill Murray et Chevy Chase.
En 1984, après une nouvelle collaboration avec Les Bleus (1981), il retrouve Ivan Reitman pour SOS Fantômes, où Ramis incarne le docteur Egon Spengler (son deuxième rôle au cinéma) et cumule aussi la fonction de scénariste avec Dan Aykroyd. Le long-métrage est un énorme succès international et connaît une suite (1989).
Ramis apparaît notamment dans des films comme Baby Boom, Pour le pire et pour le meilleur, Autour de Lucy et en 2007 En cloque, mode d'emploi, tout en continuant de réaliser des films comme le désormais culte Un jour sans fin (1993), Mes doubles, ma femme et moi (1996), Mafia Blues (1999) et Endiablé (2000), qui connaissent pour la plupart des succès commerciaux. Véritable pilier de la comédie américaine, il change de registre en tournant la comédie noire Faux Amis (2005), signe deux épisodes de la série The Office, avant de retourner à son genre de prédilection en 2009 avec L'An 1 : Des débuts difficiles (Year One).

### Décès
Harold Ramis meurt le 24 février 2014 à l'âge de 69 ans à Chicago, des suites de complications d'une vascularite inflammatoire auto-immune.

## Filmographie
Sauf indication contraire, les informations mentionnées dans cette section peuvent être confirmées par la base de données cinématographiques IMDb,  présente dans la section « Liens externes ».

### Comme acteur
- 1976 : Second City TV (série télévisée) : Moe Green / Swami Banananda / autres
- 1981 : Les Bleus (Stripes) d'Ivan Reitman : Russell Ziskey
- 1981 : Métal hurlant (Heavy Metal) : Zeke (voix)
- 1983 : Le Guerrier de l'espace : Aventures en zone interdite (Spacehunter: Adventures in the Forbidden Zone) de Lamont Johnson (non crédité, voix)
- 1983 : Bonjour les vacances... (National Lampoon's Vacation) : un policier à Wally World (voix)
- 1984 : SOS Fantômes (Ghostbusters) d'Ivan Reitman : Dr Egon Spengler
- 1987 : Baby Boom de Charles Shyer : Steven Bochner
- 1988 : Le Retour de Billy Wyatt (Stealing Home) de Steven Kampmann et William Porter : Alan Appleby
- 1989 : SOS Fantômes 2 (Ghostbusters II) d'Ivan Reitman : Dr. Egon Spengler
- 1993 : Un jour sans fin (Groundhog Day) de lui-même : le neurologue
- 1994 : Radio Rebels (Airheads) de Michael Lehmann : Chris Moore
- 1994 : Rendez-vous avec le destin (Love Affair) de Glenn Gordon Caron : Sheldon Blumenthal
- 1997 : Pour le pire et pour le meilleur (As Good as It Gets) de James L. Brooks : Dr. Martin Bettes
- 2002 : Orange County de Jake Kasdan : Don Durkett
- 2006 : Last Kiss de Tony Goldwyn : Pr. Bowler
- 2007 : En cloque, mode d'emploi (Knocked Up) de Judd Apatow : le père de Ben
- 2007 : Walk Hard: The Dewey Cox Story de Jake Kasdan : le patron de la maison de disque
- 2009 : L'An 1 : Des débuts difficiles (Year One) de lui-même : Adam
- 2009 : SOS Fantômes, le jeu vidéo (Ghostbusters: The Video Game) : Dr Egon Spengler (voix)
- 2021: SOS Fantômes : L'Héritage (Ghostbusters: Afterlife) de Jason Reitman : Dr Egon Spengler (CGI et images d'archives)

### Comme producteur
- 1976-1977 : Second City TV (série télévisée) (producteur associé)
- 1986 : À fond la fac (Back to School) d'Alan Metter
- 1993 : Un jour sans fin (Groundhog Day) de lui-même
- 1996 : Mes doubles, ma femme et moi (Multiplicity) de lui-même
- 2000 : The Inspector General (TV) d'Arvin Brown
- 2000 : Endiablé (Bedazzled) de lui-même
- 2002 : Les 20 premiers millions de Mick Jackson
- 2005 : I Want Someone to Eat Cheese With

### Comme réalisateur
- 1980 : Le Golf en folie (Caddyshack)
- 1983 : Bonjour les vacances... (National Lampoon's Vacation)
- 1986 : Club Paradis (Club Paradise)
- 1993 : Un jour sans fin (Groundhog Day)
- 1995 : Stuart sauve sa famille (Stuart Saves His Family)
- 1996 : Mes doubles, ma femme et moi (Multiplicity)
- 1999 : Mafia Blues (Analyze This)
- 2000 : Endiablé (Bedazzled)
- 2002 : Mafia Blues 2 : La Rechute (Analyze That)
- 2005 : Faux Amis (The Ice Harvest)
- 2006-2010 : The Office (série télévisée) - 4 épisodes
- 2007 : Atlanta (téléfilm)
- 2009 : L'An 1 : Des débuts difficiles (Year One)

### Comme scénariste
- 1978 : American College (National Lampoon's Animal House) de John Landis
- 1979 : Arrête de ramer, t'es sur le sable (Meatballs) d'Ivan Reitman
- 1980 : Le Golf en folie (Caddyshack) de lui-même
- 1981 : Les Bleus (Stripes) d'Ivan Reitman
- 1984 : SOS Fantômes (Ghostbusters) d'Ivan Reitman
- 1986 : À fond la fac (Back to School) d'Alan Metter
- 1986 : Club Paradis (Club Paradise) de lui-même
- 1986 : Armé et dangereux (Armed and Dangerous) de Mark L. Lester
- 1988 : Le Golf en folie 2 (Caddyshack II) d'Allan Arkush
- 1989 : SOS Fantômes 2 (Ghostbusters II) d'Ivan Reitman
- 1993 : Un jour sans fin (Groundhog Day) de lui-même
- 1999 : Mafia Blues (Analyze This) de lui-même
- 2000 : Endiablé (Bedazzled) de lui-même
- 2002 : Mafia Blues 2 : La Rechute (Analyze That) de lui-même
- 2002 : Autour de Lucy (I'm with Lucy) de Jon Sherman
- 2009 : SOS Fantômes, le jeu vidéo (Ghostbusters: The Video Game)

## Voix françaises

### En France
- Marc François dans :
  - Les Bleus (1er doublage)
  - Métal hurlant
- Jean-Pierre Leroux dans :
  - SOS Fantômes
  - SOS Fantômes 2
  - SOS Fantômes, le jeu vidéo

et aussi :
- Jean-Luc Kayser dans Baby Boom
- Richard Leblond dans Un jour sans fin
- Mostéfa Stiti dans Radio Rebels
- Mario Santini dans Pour le pire et pour le meilleur
- Jean-Jacques Nervest dans En cloque, mode d'emploi
- Pierre Laurent dans Les Bleus (2e doublage)
- Laurent Morteau dans SOS Fantômes : L'Héritage (scène post générique)